# Joseph Mazzinghi
Joseph Mazzinghi (Londres, 25 de diciembre de 1768 - Bath, 15 de enero de 1844) fue un pianista, organista y compositor inglés de origen italiano.
Su padre Tomasso era un mercante vinícola corso que se estableció en Londres. A los diez años de edad ya pudo sustituir a su padre, que desarrollaba el cargo de organista en la iglesia parroquial de Londres; a los diecinueve años fue director de la orquesta en la Ópera italiana; más tarde se le confió la organización de los conciertos de la corte. También se dedicó a enseñar piano.
Colaboró con William Reeve en las óperas Paul and Virginia, Ramah-Droog yThe Turnpikegate y son de él solo: A Day in Turkey, The Magician, El sitio de Bangalore, Las tres sultanas, La bella Arsenia, Le Bouquet, Elisa, Blind Girl, Wife of two Husbands, The Exile, Free Knights y Sapho; de estas se imprimieron, arregladas para piano, las partituras de los bailes de espectáculo; Paul y Virgínia, La bella Arsenia, Las tres sultanas, y Sapho. Además, se imprimieron, de este compositor; 67 sonatas para piano, otros varias composiciones para diferentes instrumentos, y un método elemental de piano titulado Tyro-Musicus, being a complet introduction to the piano-forte.